# Бондвілл (Іллінойс)
Бондвілл (англ. Bondville) — селище (англ. village) в США, в окрузі Шампейн штату Іллінойс. Населення — 388 осіб (2020).

## Географія
Бондвілл розташований за координатами 40°6′41″ пн. ш. 88°22′5″ зх. д. / 40.11139° пн. ш. 88.36806° зх. д. (40.111409, -88.368183).  За даними Бюро перепису населення США в 2010 році селище мало площу 0,64 км², уся площа — суходіл.

## Демографія
Згідно з переписом 2010 року, у селищі мешкали 443 особи в 191 домогосподарстві у складі 116 родин. Густота населення становила 692 особи/км².  Було 207 помешкань (324/км²).
Расовий склад населення:
| - 97,7 % — білих - 0,7 % — азіатів - 0,2 % — чорних або афроамериканців |

До двох чи більше рас належало 0,9 %. Частка іспаномовних становила 1,4 % від усіх жителів.
За віковим діапазоном населення розподілялося таким чином: 20,1 % — особи молодші 18 років, 65,5 % — особи у віці 18—64 років, 14,4 % — особи у віці 65 років та старші. Медіана віку мешканця становила 44,2 року. На 100 осіб жіночої статі у селищі припадало 91,8 чоловіків;  на 100 жінок у віці від 18 років та старших — 90,3 чоловіків також старших 18 років.
Середній дохід на одне домашнє господарство  становив 54 877 доларів США (медіана — 47 500), а середній дохід на одну сім'ю — 63 535 доларів (медіана — 55 000). За межею бідності перебувало 18,5 % осіб, у тому числі 24,7 % дітей у віці до 18 років та 7,3 % осіб у віці 65 років та старших.
Цивільне працевлаштоване населення становило 256 осіб. Основні галузі зайнятості: освіта, охорона здоров'я та соціальна допомога — 25,4 %, мистецтво, розваги та відпочинок — 13,3 %, роздрібна торгівля — 12,5 %.